# Onchestus rentzi

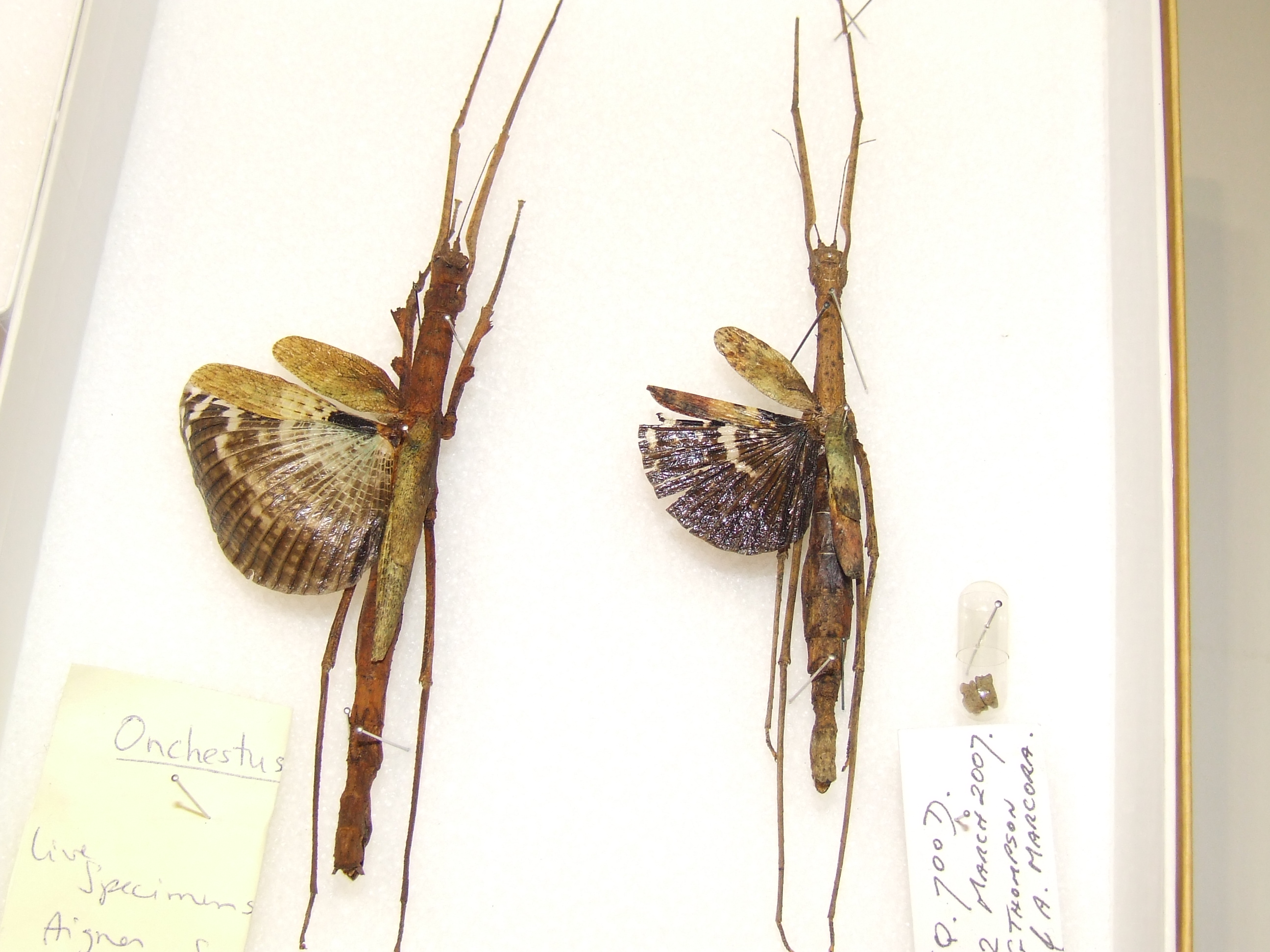

Onchestus rentzi is een insect uit de orde Phasmatodea en de  familie Phasmatidae. De wetenschappelijke naam van deze soort is voor het eerst geldig gepubliceerd in 2006 door Brock & Hasenpusch.